# Miracle Laurie
Miracle Laurie est une actrice américaine, connue surtout pour son rôle de Mellie, November et Madeleine dans la série télévisée Dollhouse de Joss Whedon.

## Biographie
Miracle Laurie a grandi dans la ville d'Huntington Beach en Californie. Elle a commencé la danse à trois ans, pris des cours de piano à cinq et commencé la comédie à sept ans. Ce fut une enfant mannequin qui apparut sur la couverture d'un magazine pour adolescent. Elle reçut un diplôme de comédienne à l'université de Californie et déménagea à Los Angeles, où elle joua de nombreux petits rôles.
En plus de la comédie, Miracle Laurie danse et joue du ukulele dans un groupe appelé Uke Box Heroes, qu'elle a créé avec son mari.

## Carrière
Elle fut créditée pour la première fois dans une série télévisée comme la sœur de confrérie de Veronica dans NIH : Alertes médicales (Medical Investigation). Cinq ans plus tard, elle joua Elsa dans l'épisode pilote de la websérie The Cabonauts de Dailymotion.

### Dollhouse
En 2009, Joss Whedon l'engage dans sa série Dollhouse, traitant d'une organisation secrète qui recrute de jeunes gens ayant des problèmes pour leur retirer leurs souvenirs (les faisant devenir des "dolls") et leur implanter d'autres. Miracle Laurie est introduite dans la série comme la voisine, Mellie, d'un des personnages principaux, Paul Ballard.
Néanmoins, on découvre au cours de la première saison que Mellie est en réalité une doll. Son nom de code au sein de la Dollhouse est November.
À la fin de cette même saison, l'agent du FBI Paul Ballard parvient à la faire libérer. Miracle Laurie réapparaîtra alors dans le rôle de Madeleine Costley, une jeune femme qui a signé un contrat avec la Dollhouse pour oublier la mort de sa fille.